# Mamadou Igor Diarra
Pour les articles homonymes, voir Togo (homonymie).
Mamadou Igor Diarra, né le 26 décembre 1966 à Kryvy Rih (Ukraine), est un homme d'État et dirigeant de banque de nationalité malienne.
Après avoir commencé son cursus primaire à Kiev en Ukraine, Mamadou Igor Diarra poursuit ses études à l’école Mamadou Konaté, puis au lycée Askia Mohamed de Bamako.
Sa carrière bancaire débute en 1991 à la Banque de développement du Mali. Elle se poursuivra jusqu'en 2008 en Guinée-Bissau, puis au  Mali avant son entrée au gouvernement en octobre 2008 sous la présidence d'Amadou Toumani Touré comme ministre de l’Énergie, des Mines et de l’Eau, puis ministre de l’Énergie et de l’Eau, poste qu’il occupa jusqu’en mars 2011 avant de prendre la direction de la filiale malienne du groupe Bank of Africa. En janvier 2015, sous la présidence d'Ibrahim Boubacar Keïta, Il est nommé ministre de l'économie et des finances.
De mars 2016 à mars 2018 il est le directeur général de la Bank of Africa du Sénégal .
Le 11 mai 2018, il annonce sa candidature à l'élection présidentielle malienne de 2018, pour laquelle il publie son livre programme C'est possible au Mali.
Mamadou Igor Diarra est marié et père de sept enfants.
Le 25 juillet 2022, le Procureur Général de la Cour Suprême du Mali a lancé un mandat d’arrêt international contre Mamadou Igor Diarra, Tiéman Hubert Coulibaly, Boubou Cissé, tous anciens ministres du régime de l’ancien président Ibrahim Boubacar Keita. Ils sont accusés de faux et usage de faux, d'atteinte aux biens publics et de complicité de ces infractions dans l'affaire du marché public dit PARAMOUNT.

## Biographie

### Famille
Mamadou Igor Diarra est le fils de Cheick Oumar Diarra, ingénieur en aviation, général de division aérienne de l’Armée malienne et ancien secrétaire exécutif de la CEDEAO. Cheick Oumar Diarra perdit la vie en mission dans un crash d’avion de la compagnie Bellview Airlines, entre Lagos et Abuja, le 22 octobre 2005.
Sa mère, Gretskaya Lyudmila est une ancienne employée du secteur métallurgique de Kryvy Rih, petite ville industrielle en Ukraine. Son grand-père maternel, tankiste de l'armée soviétique, est mort au front durant la Seconde Guerre mondiale. [réf. nécessaire]
La famille Diarra est originaire de Sansanding, un village à proximité du barrage hydraulique de Markala, construit sous la colonisation française.

### Parcours académique
C’est à Kiev en Ukraine que Mamadou Igor Diarra débute l'école primaire. De retour au Mali, il poursuit son cursus à l’école Mamadou Konaté de Bamako où il obtient son diplôme d'études fondamentales (DEF), puis au lycée Askia Mohamed de Bamako où il obtient en 1985 son baccalauréat en sciences exactes. Il est lauréat la même année d'une bourse d’étude de la coopération belge, bourse grâce à laquelle il intègre l'École des hautes études commerciales (HEC) de Liège. Il en sortira cinq ans après, muni d’un diplôme d’ingénieur commercial (1990).

### Carrière professionnelle

#### Banque de développement du Mali (BDM SA)
C’est en 1991, que Mamadou Igor Diarra commence sa carrière dans la haute finance à la Banque de développement du Mali (BDM SA). D'abord représentant de la banque en France, il est par la suite nommé directeur adjoint du pôle d’exploitation, directeur de l’exploitation des agences principales, directeur du réseau et de la monétique, puis conseiller du PDG.[réf. nécessaire]

#### Banco Da Uniao SA
En 2005, il est nommé directeur général de la Banco Da Uniao SA en Guinée-Bissau, banque dont il pilota la création.

#### Banque internationale pour le Mali
En 2006 lorsqu’il arrive à la Banque internationale pour le Mali, Mamadou Igor Diarra hérite de comptes déficitaires. Il clôt pourtant son premier exercice à la tête de la banque avec un bénéfice de 2,5 milliards de francs CFA (3,7 millions d'euros). Il enclenche ensuite le processus de privatisation de la banque, qui se soldera par une prise de participation de 51 % du capital par le groupe marocain Attijariwafa Bank. L'opération est chiffrée à 40 milliards de francs CFA (60 millions d'euros ). Il procéda par la suite à la privatisation de l’opérateur historique de télécommunications SOTELMA, dont la cession de 51 % du capital rapportera 180 milliards de francs CFA (270 millions d'euros) à l’État malien.
Dans la foulée, Mamadou Igor Diarra fit son entrée au gouvernement en qualité de ministre de l'Énergie des Mines et de l'Eau, puis ministre de l'Énergie et de l'Eau. Il y resta deux ans et demi avant de retourner dans le secteur bancaire.

#### Bank of Africa
Le 28 février 2013, Mamadou Igor Diarra devient directeur général de Bank of Africa au Mali. Sous sa direction, la banque deviendra éligible à une entrée à la bourse régionale des valeurs mobilières.
Mamadou Igor Diarra est depuis le 16 mars 2016, directeur général de la filiale sénégalaise de Bank of Africa à la suite du décès de son prédécesseur Laurent Basque.
En juin 2022, il est promu nouveau Directeur Régional des Filiales de la  Bank of Africa en Afrique Centrale après avoir été Directeur Régional de cette banque pour la zone UEMOA.

### Parcours politique
Le parcours d'homme d'État de Mamadou Igor Diarra débute en 2008. Il est tour à tour ministre sous les présidences de Amadou Toumani Touré puis de Ibrahim Boubakar Keïta.

#### Ministre de l’Énergie, des Mines et de l’Eau sous les gouvernements Sidibé I et Sidibé II (octobre 2008 à mars 2011)
C’est sous la présidence d’Amadou Toumani Touré que Mamadou Igor Diarra fut appelé pour la première fois au gouvernement en tant que ministre de l’Énergie, des Mines et de l’Eau sous le premier gouvernement de Modibo Sidibé. Il fut reconduit en tant que ministre de l’Énergie et de l’Eau à l’issue du remaniement ministériel d’avril 2009.

##### Réalisations en tant que ministre de l’Énergie
Entre 2008 et 2011, le ministère de l’énergie a investi près de 3 milliards de francs CFA (4,5 millions d'euros) pour étendre le réseau d’éclairage public dans plusieurs villes maliennes.[réf. souhaitée]
Entre 2009 et 2010, les villes de Kati, Niono, Yanfolila, Bandiagara, Douentza, Goundam, Diré et Djenné ont pu ainsi  inaugurer leurs réseaux d’éclairage public. Il organisa aussi le lancement des travaux du barrage du Barrage de Taoussa dans le septentrion malien. [réf. souhaitée]
Le ministre malien a aussi à son actif les travaux du projet d’interconnexion des réseaux électriques du Mali et de la Côte d’Ivoire, projet pour lequel il procéda à une mobilisation de fonds complémentaires. Il négocia et obtint les 66 millions d’US $ nécessaires à la finalisation du projet, auprès de l’Inde et de la BIDC.

##### Réalisations en tant que ministre de l’Eau
Les actions menées au ministère de l'Eau ont permis d'accroître de 4 points le taux d’accès à l’eau potable qui passa de 71,7 % en 2008 à 75,5 % en 2010. Pour relever ce défi, il mobilisa les partenaires  de développement du Mali en complément des fonds gouvernementaux destinés à financer plusieurs projets dans le domaine de l'hydraulique urbaine et villageoise, à l'image de la table ronde des bailleurs de fonds autour du vaste projet d’alimentation en eau potable de la ville de Bamako à partir de la localité de Kabala à raison de 144 000 m3 par jour, financé à 165 milliards de francs CFA (250 millions d'euros).
Mamadou Igor Diarra s'est aussi attelé au renforcement des capacités des stations compactes de Bacodjicoroni et de Magnambougou. Ces travaux d'extension ont généré une capacité additionnelle cumulée de fourniture d'eau à hauteur de 26 000 m3 par jour. Le ministre obtient dans la foulée, 17 milliards de francs CFA (25 millions d'euros) de financement supplémentaire auprès de l'Agence française de développement et de la Banque islamique de développement, pour la mise en place de nouvelles stations compactes.
Il a également à son actif, la réalisation et le financement du projet d’hydraulique villageoise dans le plateau de Dogon avec la BOAD, pour un montant de 4,04 milliards de francs CFA (6,15 millions d'euros).
Il est à l'origine du schéma optionnel de l'organisation du secteur et de la création des deux principales sociétés de gestion et de distribution d'eau potable au Mali. Il s'agit de la SOMAPEP (Société malienne du patrimoine de l'eau potable) et de la SOMAGEP (Société malienne de gestion de l'eau potable).

##### Réalisations en tant que ministre des Mines
Le passage au ministère des Mines fut consacré à la promotion du secteur minier et à la recherche de nouvelles voies d'investissement pour assurer une meilleure rentabilité de la filière. Il assurera tour à tour la promotion du secteur minier du Mali à la conférence de la CNUCED de Malabo en 2007, à la conférence de Londres et celle d'Indaba à Cape Town en 2008. Le Mali, classé à l'époque troisième producteur africain en or et disposant d'un sous-sol riche en minerais divers, il préconise l'ouverture de nouvelles mines à horizon 2009 -2010. Enfin, pour assurer une meilleure régulation du secteur, il travailla sur l'élaboration du projet de relecture du code minier.

#### Ministre de l’Économie et des Finances (janvier 2015 à janvier 2016)
En janvier 2015, Mamadou Igor Diarra est nommé ministre de l’Économie et des Finances du Mali sous le gouvernement du Premier ministre Modibo Keita.

##### Réalisations en tant que ministre de l’Économie et des Finances
Mamadou Igor Diarra initia les négociations qui aboutirent à la signature de l'accord d'annulation de la dette monétaire entre la France et le Mali. Accord qu'il signa à Paris avec le ministre français de l'Économie et des finances Michel Sapin en avril 2015.
En parallèle, il mobilise les partenaires de développement autour de la relance de l'économie malienne. Il organisa du 22 au 27 octobre 2015, en partenariat avec l'OCDE et les autorités françaises à Paris, la conférence internationale pour la relance économique et le développement du Mali sous le thème : « Bâtir un Mali émergent : les régions du Nord au cœur de la réconciliation et de la consolidation de la paix ».
Sur le plan national, il lance sur les fonts baptismaux le nouveau document stratégique CREDD (Cadre pour la relance économique et le développement durable), le Fonds de développement durable et met en place le plan d’urgence pour le secteur de la microfinance avec l’appui de l’AFD. Il fut à l'origine d'une série de réformes qualitatives du secteur financier national.
Lorsque Mamadou Igor Diarra quitte l'hôtel des finances en janvier 2016, il laisse à son successeur un budget prévisionnel de l'État pour l'exercice 2016, franchissant pour la première fois le seuil de 2000 milliards de francs CFA (3,05 milliards d'euros) de dépenses, pour 1826 milliards de francs CFA (2,78 milliards d'euros) de recettes et affichant un déficit de 174 milliards de francs CFA. Il a par ailleurs réduit le déficit de la Balance commerciale de plus de 33 milliards de francs CFA (45 millions d'euros). Ceci grâce à une hausse de la valeur des exportations (9,8 % de hausse annuelle pour le coton et 7,1 % pour l'or).[réf. nécessaire]

### Institutions internationales
Mamadou Igor Diarra est Gouverneur de la Banque mondiale, du Fonds monétaire international (FMI), de la Banque africaine de développement (BAD), Banque islamique de développement (BID), et de la Banque arabe pour le développement économique en Afrique (BADEA). Il est par ailleurs, membre du conseil des ministres de l’Union économique et monétaire ouest-africaine (UEMOA), de la Banque ouest-africaine de développement (BOAD),de la Banque d’investissement et de développement de la CEDEAO (BIDC) et de la Banque centrale des États de l'Afrique de l'Ouest (BECEAO). Il préside enfin le Conseil des gouverneurs de la Banque d’investissement et de développement de la CEDEAO (BIDC)et est membre du conseil d'administration de la Conférence interafricaine des marchés d’assurances (CIMA)

## Distinctions et décorations
Mamadou Igor Diarra est Officier de l'ordre national du Mali et Grand officier de l’ordre national du Mérite de la République française. Il est lauréat du Prix de l’Oscar diamant du leadership économique africain à la XXIIe édition Forum économique de l’Afrique gagnante et finaliste de L'African Bankers Awards 2008.
En 2018, l'Unacois Sénégal lui décerne le prix du dirigeant de la Best Bank (2017) et celui de la personnalité africaine de l'année (2017).